# Calciatore sudamericano dell'anno 1998
Il premio di calciatore sudamericano dell'anno per il 1998 fu assegnato a Martín Palermo, calciatore argentino del Boca Juniors.

## Classifica
| Pos. | Calciatore          | Naz.      | Punti | Club            |
| ---- | ------------------- | --------- | ----- | --------------- |
| 1.   | Martín Palermo      | Argentina | 73    | Boca Juniors    |
| 2.   | Carlos Gamarra      | Paraguay  | 70    | Corinthians     |
| 3.   | José Luis Chilavert | Paraguay  | 63    | Vélez Sarsfield |
| 4.   | Francisco Arce      | Paraguay  | 44    | Palmeiras       |
| 5.   | Mauricio Serna      | Colombia  | 41    | Boca Juniors    |
| 6.   | Felipe              | Brasile   | 27    | Vasco da Gama   |
| 6.   | Marcelo Gallardo    | Argentina | 27    | River Plate     |
| 8.   | Marcelinho Carioca  | Brasile   | 24    | Corinthians     |
| 9.   | Jorge Bermúdez      | Colombia  | 22    | Boca Juniors    |
| 10.  | Diego Cagna         | Argentina | 21    | Boca Juniors    |
| 11.  | Luis Hernández      | Messico   | 20    | Tigres UANL     |
| 12.  | Francisco Rojas     | Cile      | 19    | Colo-Colo       |
| 13.  | Alex                | Brasile   | 17    | Vasco da Gama   |
| 14.  | Júnior Baiano       | Brasile   | 14    | Palmeiras       |
| 15.  | Leonardo Astrada    | Argentina | 13    | River Plate     |
| 15.  | Donizete            | Brasile   | 13    | Vasco da Gama   |